# Лучоська низовина

Лучоська низовина — низовина на північному-сході Білорусі, в Вітебському, Ліозненському, Дубровицькому, Оршанському і Сеньненському районах Вітебської області.
Протяжність з півночі на південь 50 км, із заходу на схід 50-60 км. Висота над рівнем моря 155—175 м. Поверхня низини пологохвиляста, місцями плоска, розрізана долинами річок, ложбинамі стоку і улоговинами. Відносні висоти до 3 м. Рівнинність рельєфу порушують озерні улоговини, моренні пагорби, ками, ози, дюни.
Річкова мережа відноситься переважно до басейну Західної Двіни. Основна річка — Лучоса з притоками Оболянка, Черниця, Суходровка; на півдні протікає Оршиця (притока  Дніпра). Долина Лучоси та її наскрізні ділянки використовувались як волоки на водному шляху від Західної Двіни до Дніпра («із варяг у греки»). Озера: Оріхівське, Серокоротня, Девінське, Казенне, Зеленське, Скридлево, Кічіно, Ордишево та інші.
Під лісом до 40 % території. На півночі і південно-сході переважають великі масиви дрібнолистних лісів (бородавчатоберезових, сіровільхових і осикових). Соснові ліси збереглися вздовж Лучоси і Черниці, ялинові зустрічаються невеликими масивами. На північно-заході і в центрі низини поширені позапоймові суходольні луки.